# Rhuan
Rhuan, pseudonimo di Rhuan da Silveira Castro (São Gonçalo, 25 gennaio 2000), è un calciatore brasiliano, attaccante dell'Itabaiana.

## Caratteristiche tecniche
È un'ala destra che può giocare anche sulla fascia opposta, molto bravo in campo aperto e specialista nei calci piazzati.

## Carriera
Cresciuto nel settore giovanile del Botafogo, ha esordito in prima squadra il 17 agosto 2019 disputando l'incontro di Série A perso 2-0 contro il Corinthians.

## Statistiche
Statistiche aggiornate al 25 ottobre 2019.

### Presenze e reti nei club
| Stagione        | Squadra         | Campionato      | Campionato | Campionato | Coppe nazionali | Coppe nazionali | Coppe nazionali | Coppe continentali | Coppe continentali | Coppe continentali | Altre coppe | Altre coppe | Altre coppe | Totale | Totale | Totale |
| Stagione        | Squadra         | Comp            | Pres       | Reti       | Comp            | Pres            | Reti            | Comp               | Pres               | Reti               | Comp        | Pres        | Reti        | Pres   | Reti   |        |
| --------------- | --------------- | --------------- | ---------- | ---------- | --------------- | --------------- | --------------- | ------------------ | ------------------ | ------------------ | ----------- | ----------- | ----------- | ------ | ------ | ------ |
| 2019            | Botafogo        | A/RJ+A          | 0+4        | 0          | CB              | 0               | 0               |                    | -                  | -                  |             | -           | -           | 4      | 0      |        |
| Totale carriera | Totale carriera | Totale carriera | 4          | 0          |                 | 0               | 0               |                    | -                  | -                  |             | -           | -           | 4      | 0      |        |